# نظام التحكم بالمراجعة
نظام تحكم مراجعات (بالإنجليزية: Revision Control System)‏ ويختصر إلى (RCS) هو تطبيق برمجيات لـ التحكم بالمراجعات يقوم تلقائيًا بتخزين واسترداد وتسجيل وتحديد ودمج المراجعات. ويعد هذا النظام مفيدًا للنصوص التي يجري مراجعتها بشكل متكرر، على سبيل المثال برامج الحاسوب والوثائق والرسوميات الإجرائية والأوراق ورسائل النماذج. كما يستطيع هذا النظام معالجة الملفات الثنائية، على الرغم من ضعف كفاءته في هذا الشأن. ويتم تخزين المراجعات بمساعدة أداة مقارنة الملفات ديف.

## التطوير
أصدر [والتر إف تشي] النسخة الأولى من نظام التحكم بالمراجعات في عام 1982 عندما كان في جامعة بيردو كبديل مجاني وأكثر تطورًا [لنظام التحكم بالتعليمة البرمجية للمصدر] (SCCS) الذي اشتُهر في ذلك الوقت. ويعد الآن جزء من مشروع جنو، الذي لا يزال يحافظ عليه. ويعد الإصدار المتطور الحالي 5.7.96 (أُطلق في 2011-01-10) خطوة فيما يتعلق بالنسخة الأولى منذ عام 1995— وقد وُضعت خطط لإطلاق النسخة 5.8 «بعد أسبوع تقريبًا».

## وضع التشغيل
يعمل نظام التحكم بالمراجعات على الملفات الفردية فقط، ولا يستطيع بأي حال من الأحوال العمل مع أي مشروع بالكامل. وعلى الرغم من أن النظام يوفر تشعبًا للملفات الفردية، فإن بناء جملة الإصدار يعد مرهقًا. وبدلاً من استخدام التشعبات، تستخدم العديد من الفرق آلية قفل مضمنة ويعملون على فرع رئيسي مفرد.

## الأنظمة اللاحقة

### CVS
تم تطوير نظام بسيط أُطلق عليه نظام الإصدارات المتلاقية (CVS) يمكنه التعامل مع ملفات نظام التحكم بالمراجعات في آن واحد، وكانت هذه هي الخطوة الطبيعية التالية لتطور هذا المفهوم، حيث أنه «يتجاوز ولكن يتضمن» عناصر سلفه. وكان نظام CVS في الأصل عبارة عن مجموعة من البرامج النصية التي استخدمت برامج نظام التحكم بالمراجعات لإدارة الملفات. ولم يعد يقوم بذلك؛ حيث يعمل عوضًا عن ذلك بشكل مباشر على الملفات نفسها.

### نظام التحكم بمراجعات المشروع
يستخدم النظام اللاحق عالي المستوى «نظام التحكم بمراجعات المشروع» ملفات شبيهه بملفات نظام التحكم بالمراجعات ولكنه لم يكن مطلقًا برنامجًا للتضمين. وعلى النقيض من نظام الإصدارات المتلاقية (CVS)، يحسّن نظام التحكم بمراجعات المشروع (PRCS) من ضغط دلتا لملفات نظام التحكم بالمراجعات باستخدام Xdelta.

## المميزات
في سيناريوهات المستخدم الفردي، مثل ملفات تكوين الخادم أو البرامج النصية الآلية، ربما لا يزال يعد نظام التحكم بالمراجعات أداة التحكم بالمراجعة المفضلة، حيث يتسم بالبساطة وليس هناك حاجة لمستودع مركزي ليصل إليه لحفظ المراجعات. وهذا يجعله أداة أكثر موثوقية عند وجود ظروف صيانة ملحة للنظام. وعلاوة على ذلك، تستطيع الإدارة رؤية ملفات النسخ الاحتياطي المحفوظة بسهولة، وبذلك تتسم العملية بالدقة. ومع ذلك، لا توجد آليات مضمنة للحماية من العبث (وهذا يعني أن المستخدمين الذي يستطيعون استخدام أدوات أنظمة التحكم بالمراجعات لإصدار ملف أيضًا، عن طريق التصميم، سيكونون قادرين على إجراء معالجة مباشرة لملف التحكم بالإصدار المطابق) وسيدفع هذا بعض المسؤولين المدركين للأمور الأمنية للتفكير في أنظمة تحكم بالخادم/العميل تقيد قدرة المستخدم على تغيير ملفات التحكم بالإصدار.

## التطبيقات
تستخدم بعض مشغلات ويكي، بما في ذلك التطبيق [TWiki]، نظام التحكم بالمراجعات لتخزين مراجعات الصفحات.

## وصلات خارجية
- نظام التحكم بالمراجعة على موقع Free Software Directory (الإنجليزية)